# Filippo Tommaso Marinetti
Filippo Tommaso Emilio Marinetti (født 22. december 1876, død 2. december 1944) var en italiensk ideolog, poet og hovedgrundlægger af futurismebevægelsen i det tidlige 20. århundrede.

## Det futuristiske manifest
Marinetti var født i Alexandria og studerede i Egypten og Frankrig, skrev sine digte på både fransk og italiensk, elskede hurtige biler og indledte forhold til snesevis af kvinder. I februar 1909 offentliggjorde han sit futuristiske manifest,  der kom til at udgøre fascismens moralske kerne, mange år før Mussolini gjorde Italien til det første land under fascistisk styre. I manifestet råbte Marinetti ud, hvordan han ville "ødelægge muséerne, bibliotekerne, akademier af alle slags – vi vil bekæmpe moralisme, feminisme, enhver nyttebetonet eller opportunistisk fejhed. Vi vil prise kærligheden til fare...til frygtløshed...verden har fået tilført en ny form for skønhed, fartens skønhed...ved siden af kampen findes ingen skønhed mere...poesien må anses som et voldeligt angreb på ukendte kræfter...intet værk uden aggression kan blive et mesterværk...vi vil glorificere krigen, verdens eneste hygiejne, militarisme, patriotisme, anarkisternes destruktive gester...smukke idéer, der er værdt at dø for og kvindeforagt...stående på verdens top sender vi endnu en gang en udfordring til stjernerne..." Senere tilføjede han: "Vi vil brænde alle gondoler og fylde Venedigs stinkende små kanaler med ruiner af de sammenstyrtede, lepra-besmittede paladser." Hvad Marinetti så for sig, var et heroisk teknokrati, hvor "energien fra fjerne vinde og det oprørske hav omformet til millioner af kilowatt af menneskets geni, vil spredes til alle...reguleret af instrumentpaneler, der vibrerer under teknikernes fingre." Det var futurismens visioner, der gav den italienske fascisme dens højmoderne udtryk indenfor kunst, arkitektur, litteratur og samfundsplanlægning, milevidt fra nazismens traditionsbundne udtryk. 

## Futuristisk kogebog
Med sit ønske om at forarge offentligheden, udgav Marinetti i 1932 Futuristisk kogebog, udformet, skrev han, for at revolutionere italieneres madvaner, og trække dem ud af 1800-tallets kulinariske smag, særlig smagen for pasta, som han erklærede for at være selve indbegrebet af småborgerlig anakronisme. En dessertopskrift hed "Jordbærbryster": "En lyserød tallerken med to opretstående kvindebryster af ricotta, farvet lyserøde med campari, og brystvorter af kandiserede jordbær. Yderligere friske jordbær under rikotta-låget byder på en herlig flerfoldig forestilling om bryst." "Kubistisk grønsagshave": "1. Små selleri-terninger fra Verona stegt og overdrysset med paprika. 2. Små terninger af stegt gulerod overstrøet med revet peberrod. 3. Kogte ærter. 4. Små syltede løg fra Ivra overdrysset med hakket persille. 5. Små stænger af Fontina-ost. NB! Terningerne må ikke være større end én cm." 

## Under fascismen
Marinetti skrev i 1924 bogen Futurismen og fascismen, hvor han hyldede fascismen som futurismens sande arvtager. Han endte sine dage i resterne af Mussolinis rige, i Salò-republikken i Norditalien.  Han døde af hjertestop, mens han arbejdede på en samling digte, der roste krigsresultaterne af Decima Flottiglia MAS i Bellagio, Italien.